# Nati nel 1974/Luglio
| Questa pagina contiene informazioni ricavate automaticamente dalle voci biografiche con l'ausilio del template Bio e di un bot. L'aggiornamento è periodico e automatico e ricostruisce completamente la pagina. Se manca una persona in questa lista, sei pregato di non aggiungerla, ma accertati piuttosto che la sua voce biografica contenga il template Bio e che i dati anagrafici siano correttamente compilati. Se il template Bio manca, inseriscilo tu stesso o, in alternativa, metti l'avviso {{tmp\|Bio}} che ne segnala la mancanza. Se i dati riportati sono sbagliati, correggi direttamente la voce biografica; le modifiche saranno visibili in questa lista entro pochi giorni. Per chiarimenti vedi il progetto biografie. La lista contiene solo le 347 persone che sono citate nell'enciclopedia e per le quali è stato implementato correttamente il template Bio. Pagina aggiornata al 10 ago 2025. |

- 1º luglio - Edward Cecot, ex calciatore polacco
- 1º luglio - Georges Chibani, ex cestista libanese
- 1º luglio - Marc Fraize, attore e comico francese
- 1º luglio - Jill Kargman, scrittrice, sceneggiatrice e attrice statunitense
- 1º luglio - Petar Krpan, allenatore di calcio e ex calciatore croato
- 1º luglio - Aleksej Mizgirёv, regista russo
- 1º luglio - Yolanda Moore, ex cestista e allenatrice di pallacanestro statunitense
- 1º luglio - Tasha Nelson, ex sciatrice alpina statunitense
- 1º luglio - Jefferson Pérez, ex marciatore ecuadoriano
- 1º luglio - Matthé Pronk, ex ciclista su strada e ex pistard olandese
- 1º luglio - Octavi Pujades, attore e medico spagnolo
- 1º luglio - Miguel Sapochnik, regista britannico
- 1º luglio - Jonathan Roumie, attore statunitense
- 1º luglio - Maksim Sušinskij, ex hockeista su ghiaccio russo
- 1º luglio - Pornchai Thongburan, ex pugile thailandese
- 1º luglio - Igor' Vološin, regista russo
- 2 luglio - Viola Ardone, scrittrice italiana
- 2 luglio - Fosco Cicola, pallavolista italiano
- 2 luglio - Rocky Gray, cantante e polistrumentista statunitense
- 2 luglio - Marc Hendrikx, ex calciatore belga
- 2 luglio - Jaroslav Huleš, pilota motociclistico ceco († 2004)
- 2 luglio - Andy McDermott, giornalista e scrittore britannico
- 2 luglio - Moon So-ri, attrice sudcoreana
- 2 luglio - Matthew Reilly, regista e scrittore australiano
- 2 luglio - Brad Riley, ex cestista neozelandese
- 2 luglio - Barnabás Sztipánovics, ex calciatore ungherese
- 2 luglio - Kerry Zavagnin, allenatore di calcio e ex calciatore statunitense
- 3 luglio - Robert Boateng, ex calciatore ghanese
- 3 luglio - Cristina Cassanelli, allenatrice di calcio e ex calciatrice italiana
- 3 luglio - Domenico Doardo, allenatore di calcio e ex calciatore italiano
- 3 luglio - Jamie Feick, ex cestista statunitense
- 3 luglio - Carlo Grande, canottiere italiano
- 3 luglio - Kenneth Jonassen, ex giocatore di badminton danese
- 3 luglio - Konstantin Valer'evič Malofeev, imprenditore e politico russo
- 3 luglio - Gonzalo Martínez Martínez, ex cestista spagnolo
- 3 luglio - Bronwyn Mayer, pallanuotista australiana
- 3 luglio - Corey Reynolds, attore statunitense
- 3 luglio - Grant Wilson, statunitense
- 4 luglio - Marios Christodoulou, ex calciatore cipriota
- 4 luglio - Jill Craybas, ex tennista statunitense
- 4 luglio - Joël Curbelo, ex cestista portoricano
- 4 luglio - Loredana De Nardis, attrice italiana
- 4 luglio - Inara George, cantante e musicista statunitense
- 4 luglio - La'Roi Glover, ex giocatore di football americano statunitense
- 4 luglio - Adrian Griffin, allenatore di pallacanestro e ex cestista statunitense
- 4 luglio - Amos Mattio, poeta, scrittore e traduttore italiano
- 4 luglio - Denis Pankratov, ex nuotatore russo
- 4 luglio - Karole Rocher, attrice francese
- 4 luglio - Takeshi Tsujimura, pilota motociclistico giapponese
- 4 luglio - Mick Wingert, attore e doppiatore statunitense
- 5 luglio - Marta Aberturas, ex ginnasta spagnola
- 5 luglio - Márcio Amoroso, ex calciatore brasiliano
- 5 luglio - Paolo Bartek, ex pallavolista italiano
- 5 luglio - Michela Brunelli, tennistavolista italiana
- 5 luglio - Roberto Locatelli, pilota motociclistico italiano
- 5 luglio - Wolfgang Mückstein, politico austriaco
- 5 luglio - Giovanni Palladino, politico italiano
- 6 luglio - Fortunato Baliani, ex ciclista su strada italiano
- 6 luglio - Lulzim Hushi, ex calciatore albanese
- 6 luglio - Diego Klimowicz, ex calciatore argentino
- 6 luglio - Harley Marques Silva, giocatore di beach volley brasiliano
- 6 luglio - Steve Sullivan, ex hockeista su ghiaccio canadese
- 6 luglio - Zé Roberto, ex calciatore brasiliano
- 7 luglio - Horacio Ameli, ex calciatore argentino
- 7 luglio - E.D.I. Mean, rapper statunitense
- 7 luglio - Helen Hong, attrice, comica e cabarettista statunitense
- 7 luglio - Jennifer Jones, giocatrice di curling canadese
- 7 luglio - Cyrille Mubiala, ex calciatore della Repubblica Democratica del Congo
- 7 luglio - Nicholas Naumenko, ex hockeista su ghiaccio statunitense
- 7 luglio - Liv Grete Poirée, ex biatleta norvegese
- 7 luglio - Ingo Rasper, regista e sceneggiatore tedesco
- 7 luglio - Werner Riebenbauer, ex ciclista su strada e pistard austriaco
- 7 luglio - Tchort, musicista norvegese
- 7 luglio - Marián Zeman, ex calciatore slovacco
- 8 luglio - Elvir Baljić, allenatore di calcio e ex calciatore bosniaco
- 8 luglio - Lady Dana, disc jockey e produttrice discografica olandese
- 8 luglio - Tami Erin, attrice e modella statunitense
- 8 luglio - Marco Fortin, ex calciatore italiano
- 8 luglio - Žanna Friske, cantante e attrice russa († 2015)
- 8 luglio - Dragoslav Jevrić, ex calciatore serbo
- 8 luglio - Carlo Morici, botanico italiano
- 8 luglio - Vincenzo Sicignano, allenatore di calcio e ex calciatore italiano
- 8 luglio - Allan Smart, allenatore di calcio e ex calciatore scozzese
- 8 luglio - Simone Veronese, ex calciatore italiano
- 8 luglio - Adenis Roberto de Oliveira, vescovo cattolico brasiliano
- 8 luglio - Thierry van den Bosch, pilota motociclistico francese
- 8 luglio - Andrejs Štolcers, ex calciatore e allenatore di calcio lettone
- 9 luglio - Ross Antony, cantante, ballerino e conduttore televisivo britannico
- 9 luglio - Siân Berry, politica britannica
- 9 luglio - Juan Ignacio Carrasco, ex tennista spagnolo
- 9 luglio - Dave Cobb, produttore discografico statunitense
- 9 luglio - Gary Kelly, ex calciatore irlandese
- 9 luglio - Tsuyoshi Kusanagi, cantante e attore giapponese
- 9 luglio - Mauro Ottobre, politico italiano
- 9 luglio - Pete Parada, batterista statunitense
- 9 luglio - Robert Perinovic, ex giocatore di calcio a 5 australiano
- 9 luglio - Pablo Pinillos, ex calciatore spagnolo
- 9 luglio - Nikola Sarcevic, cantante svedese
- 9 luglio - Kārlis Skrastiņš, hockeista su ghiaccio lettone († 2011)
- 9 luglio - Jaro Slávik, produttore discografico e sceneggiatore slovacco
- 9 luglio - Stefano Ubertini, ingegnere italiano
- 10 luglio - Daniele Adani, ex calciatore italiano
- 10 luglio - Nassim Akrour, ex calciatore algerino
- 10 luglio - Carlos Chaínho, ex calciatore portoghese
- 10 luglio - Stefano Crescentini, doppiatore e direttore del doppiaggio italiano
- 10 luglio - Amanda Ghost, cantautrice e produttrice discografica britannica
- 10 luglio - Zeynep Gülmez, attrice turca
- 10 luglio - Imelda May, cantautrice irlandese
- 10 luglio - Christiane Mitterwallner, ex sciatrice alpina austriaca
- 10 luglio - Teboho Mokoena, ex calciatore sudafricano
- 10 luglio - Víctor Hugo Peña, dirigente sportivo e ex ciclista su strada colombiano
- 11 luglio - Anni Baobei, scrittrice, editrice e saggista cinese
- 11 luglio - Michael Hartmann, ex calciatore tedesco
- 11 luglio - Hermann Hreiðarsson, allenatore di calcio e ex calciatore islandese
- 11 luglio - Lil' Kim, rapper e personaggio televisivo statunitense
- 11 luglio - Kim Han-yoon, ex calciatore sudcoreano
- 11 luglio - István Majoros, ex lottatore ungherese
- 11 luglio - André Ooijer, allenatore di calcio e ex calciatore olandese
- 12 luglio - Vitalij Abramov, ex calciatore kazako
- 12 luglio - Olivier Adam, scrittore francese
- 12 luglio - Mariano Baracetti, ex giocatore di beach volley argentino
- 12 luglio - Walter Beltrami, chitarrista e compositore italiano
- 12 luglio - Glenn Chong, politico e avvocato filippino
- 12 luglio - Marcela Citterio, sceneggiatrice argentina
- 12 luglio - Iván Corrales, ex cestista spagnolo
- 12 luglio - Martial Esnal, ex hockeista su ghiaccio francese
- 12 luglio - Stelios Giannakopoulos, allenatore di calcio e ex calciatore greco
- 12 luglio - Gregory Helms, ex wrestler statunitense
- 12 luglio - Axel Smeets, ex calciatore belga
- 12 luglio - Sharon den Adel, cantautrice e stilista olandese
- 13 luglio - Deborah Cox, cantante canadese
- 13 luglio - Sonia Iacono, ex cestista italiana
- 13 luglio - Ronan Le Crom, ex calciatore francese
- 13 luglio - Brad Parks, scrittore statunitense
- 13 luglio - Alan Quinlan, ex rugbista a 15, giornalista e commentatore televisivo irlandese
- 13 luglio - Oriol Servià, pilota automobilistico spagnolo
- 13 luglio - Jarno Trulli, ex pilota automobilistico italiano
- 14 luglio - Aleksandr Bysov, pentatleta bielorusso
- 14 luglio - Enrique Cabrera, scultore messicano
- 14 luglio - Federica Camba, cantautrice, produttrice discografica e compositrice italiana
- 14 luglio - Martina Hill, comica, attrice e doppiatrice tedesca
- 14 luglio - David Mitchell, comico e attore britannico
- 14 luglio - Pavlina Nola, ex tennista bulgara
- 14 luglio - Corrado Nuccini, chitarrista e compositore italiano
- 14 luglio - Maxine Peake, attrice inglese
- 14 luglio - Mirko Perniola, fumettista italiano
- 14 luglio - Piotr Rysiukiewicz, ex velocista polacco
- 14 luglio - Abubakar Shekau, terrorista nigeriano († 2021)
- 14 luglio - Siniša Skelin, ex canottiere croato
- 14 luglio - Cristiano Spadoni, fumettista italiano
- 15 luglio - Denis Valentinovič Berezovskij, ammiraglio russo
- 15 luglio - Nicolae Butacu, ex nuotatore rumeno
- 15 luglio - Massimiliano Giacobbo, ex calciatore italiano
- 15 luglio - Seth Gordon, regista, produttore cinematografico e montatore statunitense
- 15 luglio - Takashi Hirano, ex calciatore giapponese
- 15 luglio - Stephen O'Malley, musicista statunitense
- 15 luglio - Ousmane Sonko, politico senegalese
- 15 luglio - Óscar Yebra, ex cestista spagnolo
- 16 luglio - Fabio Armani, allenatore di hockey su ghiaccio, dirigente sportivo e ex hockeista su ghiaccio italiano
- 16 luglio - Bernt Christian Birkeland, ex calciatore norvegese
- 16 luglio - Krisztián Bártfai, ex canoista ungherese
- 16 luglio - Michelle Chandler, ex cestista australiana
- 16 luglio - Hryhorij Chyžnjak, cestista ucraino († 2018)
- 16 luglio - Demian Conrad, designer svizzero
- 16 luglio - Jeremy Enigk, cantante e chitarrista statunitense
- 16 luglio - Espido Freire, scrittrice e saggista spagnola
- 16 luglio - Stefano Fresi, attore italiano
- 16 luglio - Giuseppe Giordano, tiratore a segno italiano
- 16 luglio - Karim Hussain, regista, sceneggiatore e direttore della fotografia canadese
- 16 luglio - Kamil Kiereś, allenatore di calcio e dirigente sportivo polacco
- 16 luglio - Robinne Lee, attrice statunitense
- 16 luglio - Massimo Marazzina, allenatore di calcio e ex calciatore italiano
- 16 luglio - Maret Maripuu, politica estone
- 16 luglio - Ryan McCombs, cantante statunitense
- 16 luglio - Yaqout Mubarak, ex calciatore emiratino
- 16 luglio - Massimo Pegoretti, ex mezzofondista italiano
- 16 luglio - Chris Pontius, personaggio televisivo statunitense
- 16 luglio - Carmelo Rossetti, militare italiano
- 16 luglio - Manuel Ruano, allenatore di calcio e ex calciatore spagnolo
- 16 luglio - Wendell Sailor, rugbista a 13 e rugbista a 15 australiano
- 17 luglio - Tim Hecker, produttore discografico e musicista canadese
- 17 luglio - Claudio López, dirigente sportivo e ex calciatore argentino
- 17 luglio - Gordon Malone, ex cestista statunitense
- 17 luglio - Tamás Märcz, ex pallanuotista e allenatore di pallanuoto ungherese
- 17 luglio - Mohammed Ouseb, ex calciatore namibiano
- 17 luglio - Raffaella Quattrocchio, ex cestista italiana
- 18 luglio - Derek Anderson, ex cestista statunitense
- 18 luglio - Chiara Conti, attrice italiana
- 18 luglio - Michael Dante DiMartino, sceneggiatore e produttore cinematografico statunitense
- 18 luglio - Jon Yong-chol, ex calciatore nordcoreano
- 18 luglio - Juan Carlos Molina Merlos, sciatore alpino e paraciclista spagnolo
- 18 luglio - Mosè Navarra, ex tennista e allenatore di tennis italiano
- 18 luglio - Jurij Petrov, calciatore russo († 2023)
- 18 luglio - Matteo Ricci, politico italiano
- 18 luglio - Alessandro Romani, militare italiano († 2010)
- 18 luglio - Tadeu Schmidt, giornalista e conduttore televisivo brasiliano
- 18 luglio - Gill Voria, dirigente sportivo, allenatore di calcio e ex calciatore italiano
- 18 luglio - Jed Whedon, sceneggiatore e musicista statunitense
- 19 luglio - Ole Martin Årst, ex calciatore norvegese
- 19 luglio - Jeremy Borash, commentatore televisivo statunitense
- 19 luglio - Andrea Boscolo, ex calciatore italiano
- 19 luglio - Francisco Copado, allenatore di calcio e ex calciatore tedesco
- 19 luglio - Ramin Djawadi, compositore tedesco
- 19 luglio - Malcolm O'Kelly, ex rugbista a 15 irlandese
- 19 luglio - Vince Spadea, ex tennista statunitense
- 20 luglio - Abdulaziz Al-Janoubi, ex calciatore saudita
- 20 luglio - Filippo Mannucci, canottiere italiano
- 20 luglio - Bengie Molina, ex giocatore di baseball e allenatore di baseball portoricano
- 20 luglio - Simon Rex, attore e rapper statunitense
- 21 luglio - Ibrahim Al-Shahrani, ex calciatore saudita
- 21 luglio - Gianfranco Angelini, allenatore di calcio a 5 e ex giocatore di calcio a 5 italiano
- 21 luglio - Frédéric Biancalani, allenatore di calcio e ex calciatore francese
- 21 luglio - Iván Knez, ex calciatore argentino
- 21 luglio - Florentine Lahme, attrice tedesca
- 21 luglio - Elisa Luccarini, boccista italiana
- 21 luglio - Andy Näser, ex hockeista su ghiaccio svizzero
- 21 luglio - Trita Parsi, politologo iraniano
- 21 luglio - Nader Sayevar, regista e sceneggiatore iraniano
- 21 luglio - Rajko Tavčar, ex calciatore sloveno
- 21 luglio - Daniel Thioune, allenatore di calcio e ex calciatore tedesco
- 22 luglio - Rimas Álvarez Kairelis, ex rugbista a 15 argentino
- 22 luglio - Geta Burlacu, cantautrice moldava
- 22 luglio - Antonio Castricone, politico italiano
- 22 luglio - Joel Cedergren, allenatore di calcio e ex calciatore svedese
- 22 luglio - Mogamed Ibragimov, ex lottatore azero
- 22 luglio - Paulo Jamelli, ex calciatore brasiliano
- 22 luglio - Franka Potente, attrice e cantante tedesca
- 22 luglio - Francisco Rojas, ex calciatore cileno
- 22 luglio - Claudio Santamaria, attore italiano
- 22 luglio - Gentian Stojku, allenatore di calcio e ex calciatore albanese
- 22 luglio - Johnny Strong, attore, musicista e artista marziale statunitense
- 22 luglio - Janie Wagstaff, ex nuotatrice statunitense
- 23 luglio - Lucie Ahl, ex tennista britannica
- 23 luglio - Hugo Alves Velame, allenatore di calcio e ex calciatore brasiliano
- 23 luglio - Martin Amerhauser, allenatore di calcio e ex calciatore austriaco
- 23 luglio - Fabio Carone, artista marziale italiano
- 23 luglio - Silvia Colloca, attrice e conduttrice televisiva italiana
- 23 luglio - Terry Glenn, giocatore di football americano statunitense († 2017)
- 23 luglio - Maurice Greene, ex velocista statunitense
- 23 luglio - Eddie Kennison, ex giocatore di football americano statunitense
- 23 luglio - Stephanie March, attrice statunitense
- 23 luglio - Katiuscia Merati, ex maratoneta e mezzofondista italiana
- 23 luglio - Bente Nordby, ex calciatrice norvegese
- 23 luglio - Kennedy Tsimba, ex rugbista a 15 zimbabwese
- 23 luglio - Andrea Ugolini, ex calciatore sammarinese
- 23 luglio - Rik Verbrugghe, dirigente sportivo e ex ciclista su strada belga
- 23 luglio - Tara Williams, ex cestista statunitense
- 24 luglio - Ziyad Al-Kord, ex calciatore palestinese
- 24 luglio - Pedro Arreitunandia, ex ciclista su strada spagnolo
- 24 luglio - Haris Brkić, cestista jugoslavo († 2000)
- 24 luglio - Carl-Michael Eide, polistrumentista e cantante norvegese
- 24 luglio - Morgana Forcella, attrice italiana
- 24 luglio - Irene Germini, ex ginnasta italiana
- 24 luglio - Andy Gomarsall, ex rugbista a 15 britannico
- 24 luglio - Gianluca Grigoletto, allenatore di sci alpino e ex sciatore alpino italiano
- 24 luglio - Tomislav Horvat, allenatore di calcio a 5 e ex giocatore di calcio a 5 sloveno
- 24 luglio - Mikael Jepson, cantante, chitarrista e compositore svedese
- 24 luglio - Dimitar Kovačevski, politico e economista macedone
- 24 luglio - Alessandra Maiorino, politica italiana
- 24 luglio - Eugene Mirman, comico, scrittore e doppiatore russo
- 24 luglio - Atsuhiro Miura, allenatore di calcio e ex calciatore giapponese
- 24 luglio - Akemi Okazato, ex cestista e allenatrice di pallacanestro giapponese
- 24 luglio - Afonso Rodrigues da Silva, cestista angolano († 2024)
- 25 luglio - Alessandro Bonino, scrittore, editore e blogger italiano
- 25 luglio - Paul Epworth, produttore discografico, cantautore e musicista inglese
- 25 luglio - Lauren Faust, animatrice statunitense
- 25 luglio - Jay R. Ferguson, attore statunitense
- 25 luglio - Todd Fuller, ex cestista statunitense
- 25 luglio - Cristian La Grottería, allenatore di calcio, dirigente sportivo e ex calciatore argentino
- 25 luglio - Margaret Macchiut, ex ostacolista italiana
- 25 luglio - Jason Marin, attore statunitense
- 25 luglio - Sevdalin Minčev, ex sollevatore bulgaro
- 25 luglio - Marco Pellitteri, saggista e sociologo italiano
- 25 luglio - Federico Pisani, calciatore italiano († 1997)
- 25 luglio - Sharon Rackham, ex atleta paralimpica australiana
- 25 luglio - Kenzo Suzuki, wrestler giapponese
- 25 luglio - Gareth Thomas, ex rugbista a 15 e rugbista a 13 britannico
- 25 luglio - Gary White, allenatore di calcio, dirigente sportivo e ex calciatore inglese
- 26 luglio - Iron & Wine, cantautore statunitense
- 26 luglio - David Constantin, regista mauriziano
- 26 luglio - Alexander Cruzata, ex calciatore cubano
- 26 luglio - Kees Meeuws, ex rugbista a 15 e allenatore di rugby a 15 neozelandese
- 26 luglio - Daniel Negreanu, giocatore di poker canadese
- 26 luglio - Seiichiro Okuno, ex calciatore giapponese
- 26 luglio - Kōji Seo, fumettista giapponese
- 26 luglio - Željko Sopić, allenatore di calcio e ex calciatore croato
- 26 luglio - Bubba Wells, ex cestista e allenatore di pallacanestro statunitense
- 27 luglio - Eason Chan, cantante, musicista e attore cinese
- 27 luglio - Diletta Giampiccolo, ex lottatrice italiana
- 27 luglio - Takehiro Hira, attore giapponese
- 27 luglio - Kyle Milling, ex cestista e allenatore di pallacanestro statunitense
- 27 luglio - Jorge Quinteros, ex calciatore argentino
- 27 luglio - Damian Silvera, calciatore statunitense († 2010)
- 27 luglio - Alfonso Sánchez, ex calciatore andorrano
- 27 luglio - Pete Yorn, cantautore e chitarrista statunitense
- 28 luglio - Elizabeth Berkley, attrice e ex modella statunitense
- 28 luglio - Bodunha, allenatore di calcio e ex calciatore angolano
- 28 luglio - Tihomir Bulat, allenatore di calcio e ex calciatore croato
- 28 luglio - Afroman, rapper statunitense
- 28 luglio - Róbert Gulyás, ex cestista ungherese
- 28 luglio - Nadya Hutagalung, modella, attrice e conduttrice televisiva australiana
- 28 luglio - Nicole Narain, modella e attrice statunitense
- 28 luglio - Norikazu Nobuhara, allenatore di football americano giapponese
- 28 luglio - Vitalie Pîrlog, politico moldavo
- 28 luglio - Clotilde Sabatino, attrice italiana
- 28 luglio - Alexīs Tsipras, politico greco
- 28 luglio - Hannah Waddingham, attrice e cantante britannica
- 29 luglio - Víctor Coello, ex calciatore honduregno
- 29 luglio - Massimo Giunti, ex ciclista su strada italiano
- 29 luglio - Mikaela Ingberg, ex giavellottista finlandese
- 29 luglio - Masayuki Ishikawa, fumettista giapponese
- 29 luglio - Akram Khan, ballerino e coreografo britannico
- 29 luglio - Annalisa Mandolini, conduttrice televisiva italiana
- 29 luglio - Dave Menne, artista marziale misto statunitense
- 29 luglio - Michele Pietranera, allenatore di calcio e ex calciatore italiano
- 29 luglio - Josh Radnor, attore, regista e sceneggiatore statunitense
- 29 luglio - Alejandro Sigüenza, attore spagnolo
- 29 luglio - Gail Simone, fumettista statunitense
- 29 luglio - Jermaine Turner, ex cestista e allenatore di pallacanestro statunitense
- 29 luglio - Elenī Vasileiou, ex cestista greca
- 30 luglio - Tommy Dibari, scrittore, psicologo e autore televisivo italiano
- 30 luglio - Jacek Dukaj, autore di fantascienza polacco
- 30 luglio - Tryggvi Guðmundsson, ex calciatore islandese
- 30 luglio - Henry Jackman, compositore inglese
- 30 luglio - Radostin Kišišev, allenatore di calcio e ex calciatore bulgaro
- 30 luglio - Selvaggia Lucarelli, giornalista, conduttrice radiofonica e personaggio televisivo italiana
- 30 luglio - Hugo Morales, ex calciatore argentino
- 30 luglio - Nami Otake, ex calciatrice giapponese
- 30 luglio - Jason Robinson, rugbista a 13, rugbista a 15 e allenatore di rugby a 15 britannico
- 30 luglio - Hilary Swank, attrice e produttrice cinematografica statunitense
- 30 luglio - Mitsutoshi Tsushima, ex calciatore giapponese
- 30 luglio - Andrés Yllana, allenatore di calcio e ex calciatore argentino
- 30 luglio - Josefin Åsberg, scenografa svedese
- 31 luglio - Yūta Abe, allenatore di calcio e ex calciatore giapponese
- 31 luglio - Antonio Fortunato, militare italiano († 2009)
- 31 luglio - Emilia Fox, attrice britannica
- 31 luglio - Élodie Frenck, attrice svizzera
- 31 luglio - Asher Keddie, attrice australiana
- 31 luglio - Jean-Emmanuel Le Brun, ex cestista francese
- 31 luglio - Tomáš Lovásik, ex calciatore slovacco
- 31 luglio - Jonathan Ogden, ex giocatore di football americano statunitense
- 31 luglio - Donatella Pompadour, personaggio televisivo e attrice italiana
- 31 luglio - Adam Putnam, politico statunitense
- 31 luglio - Juan Manuel Queirolo, ex rugbista a 15 e allenatore di rugby a 15 argentino
- 31 luglio - Davide Rivalta, scultore e artista italiano
- 31 luglio - Yukio Tsuchiya, ex calciatore giapponese
- 31 luglio - Eduardo Tuzzio, ex calciatore argentino